# Ana e Malit
Ana e Malit é uma comuna (em albanês:  komuna) da Albânia localizada no distrito de Escodra, prefeitura de Escodra.

## Localidades
A comuna é formada pelas seguintes localidades:
| - Oblike - Babot - Muriqan - Shtuf - Dramosh | - Oblike e Siperme - Obot - Vallas - Velinaj - Vidhgar |